# Lonely Planet

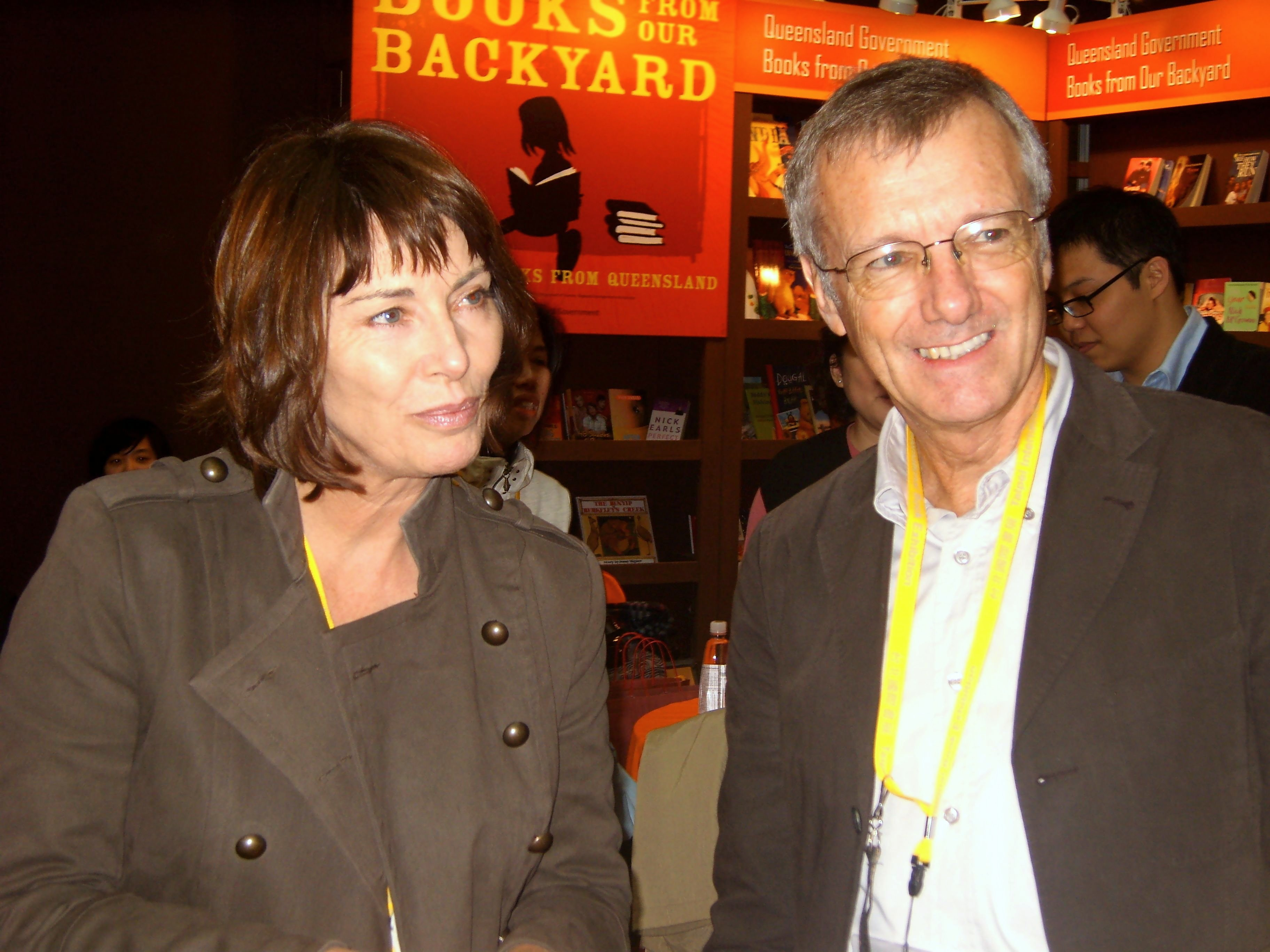
Maureen Wheeler (a l'esquerra) i Tony Wheeler (a la dreta), cofundadors de Lonely Planet

Lonely Planet Publications (abreujat: Lonely Planet o LP) és una editorial australiana de guies de viatge. Fou fundada per una parella angloirlandesa a principis dels anys 70, Lonely Planet ha romàs una editorial independent fins al seu rescat el 2007 per la BBC. Les guies Lonely Planet són de les guies de viatge més conegudes i més apreciades pels viatgers a motxilla, és a dir, aquells que viatgen només amb una motxilla, sovint fent autoestop.
Les guies són traduïdes a catorze llengües (algunes d'elles són: anglès, francès, alemany i fins i tot hebreu). Lonely Planet edita al voltant de 650 títols en anglès i més de 120 en francès. L'editorial dona treball a més de 400 persones a les seves filials a Melbourne, Oakland i Londres.

## Història
La primera guia de viatge Lonely Planet, Across Asia on the Cheap (A través d'Àsia de forma barata) va ser redactada per Tony Wheeler i la seva dona Maureen a la taula de la cuina, i publicada el 1973. La guia té un gran èxit a Austràlia i les versions següents d'aquesta guia, que és encara un dels títols més venuts, porten el nom South-East Asia on a shoestring.
Molt orientat en la cultura hippie, les primeres guies s'adrecen sobretot als joves d'Australàsia i Europa (sobretot el Regne Unit), que desitgen unir Europa i Austràlia creuant Àsia del sud-est, l'Índia i l'Orient Mitjà, seguint el que se'n diu la ruta hippie. El nom, Lonely Planet, està inspirat en una cançó de Joe Cocker.
Cada feina és escrita per un autor coordinador al qual s'associen altres autors suplementaris, generalment periodistes. De tres a cinc autors de mitjana col·laboren a cada guia, però alguns títols, com La Xina o L'Índia (amb més de mil pàgines), necessiten la participació d'una desena de persones.
La guia Lonely Planet s'adreça sobretot al viatger independent que desitja organitzar per ell mateix el seu periple. Els títols són actualitzats en general cada dos o tres anys (de vegades quatre per les destinacions més confidencials). Les actualitzacions són completes i són efectuades per autors que retornen al mateix lloc. No hi ha, doncs, cap actualització parcial entre dues reimpressions, com és molt habitual en altres editorials.

## Actualitat
El 2006, la societat Lonely Planet va vendre 6,5 milions de guies i el seu web va rebre de mitjana 4,3 milions de visitants per mes. Ha produït programes de televisió emesos en més de cent països.
L'octubre del 2007, la filial BBC Worldwide de la radiotelevisió pública britànica, BBC, fa públic l'anunci d'haver rescatat la parella d'editors australians, Maureen i Tony Wheeler. La seu mundial, però, continua sent a Melbourne.